# Acali
Acali fue el nombre de una balsa que, con una tripulación de once personas, partió el 12 de mayo de 1973 desde el puerto de Las Palmas (España) y atravesó el océano Atlántico y el mar Caribe con una única escala en Barbados hasta llegar a Cozumel (México) al cabo de 101 días de viaje.
El nombre de la balsa «Acali» procede de una palabra del idioma náhuatl cuyo significado es “la casa en el agua”.

## Objetivos
El viaje, que fue el primero realizado en esas condiciones en tiempos modernos, se realizó con el fin de hacer un experimento sobre comportamiento humano, en particular en relaciones interpersonales, en condiciones de espacio reducido e inescapabilidad. También se realizó un estudio sobre contaminación a lo largo de todo el trayecto, aunque este no fue el fin principal.

## Participantes
Este experimento fue concebido y diseñado por  el antropólogo mexicano Santiago Genovés, que fue quien seleccionó los tripulantes de la balsa. Entre las características buscadas, se preferían personas de mediana edad, casadas (pero sin la participación de los cónyuges) y con hijos, de diferentes nacionalidades, razas, sexos y religiones. A escasos días de partir los componentes de la expedición iban a ser 13 personas pero finalmente cuatro fueron descartadas o decidieron abandonar por diversos motivos y en su lugar hubo dos nuevas incorporaciones por lo que fueron 11 las que embarcaron en Acali. Estos fueron:
- Santiago Genovés Tarazaga (47 años), antropólogo mexicano que ideó el experimento.
- José María Montero Pérez (34 años), antropólogo uruguayo que había sido alumno de Genovés.
- Servante Zanotti (32 años), francesa, encargada de realizar estudios sobre contaminación.
- Charles Anthony (37 años), greco-chipriota, que desempeñó la función de operador de radio.
- Rachida Mazani (23 años), argelina, encargada de realizar estudios sobre contaminación.
- Mary Gydley (36 años), estadounidense, con algunos conocimientos sobre navegación.
- Fe Evangelina Seymor (23 años), estadounidense, que desempeñó funciones de operadora de radio.
- María Bjornstan (30 años), sueca, que era la única navegante profesional de entre todos los participantes y desempeñó la función de capitana.
- Edna Jonas (32 años), de Checoslovaquia pero residente en Israel. Desempeñó la función de médica.
- Bernardo Bongo (29 años), sacerdote angoleño.
- Elsuki Yamaki (29 años), japonés, camarógrafo.

Todos los participantes eran casados excepto Yamaki, Bjornstan, Mazani y Bongo.

## Características de la balsa
La balsa, construida específicamente para este experimento, tenía un casco de acero con poliuretano expandido inyectado. Tenía unas dimensiones de 12 x 7 m y en su interior albergaba una cabina de 4 x 3,90 m de superficie y 1,40 m de altura. Tenía una única vela para impulsarla. Contaba con una cocina junto a la cabina, bodegas debajo de la cabina y dos botes salvavidas. Fue diseñada por José Antonio Mandri y Colin Mudie, bajo las indicaciones de Genovés. Se construyó en Newcastle (Reino Unido), desde donde fue trasladada hasta Las Palmas de Gran Canaria en un buque mercante.

## Características del experimento
El experimento estuvo auspiciado por la Universidad Nacional Autónoma de México en la parte científica y por el Canal 13 en la parte económica.
Los participantes tuvieron que firmar un documento en el que aceptaban voluntariamente formar parte del experimento y someterse a los diferentes estudios. En él se autorizaba a Santiago Genovés, como director general del experimento, para la utilización del material recogido por los estudios. Asimismo, el documento liberaba a los patrocinadores de cualquier responsabilidad en caso de muerte.
Antes del viaje, los participantes fueron sometidos a diversas pruebas médicas. Además, realizaron exámenes psiquiátricos, así como tests psicológicos y grafológicos. A través de estos datos se trató de pronosticar cómo iban a ser las relaciones entre estas personas.
Durante el  viaje, los tripulantes debían rellenar cuestionarios periódicos sobre sus relaciones personales con los otros participantes, su estado de ánimo, su percepción del experimento, su comportamiento y otros aspectos. La mayoría de los cuestionarios fueron diseñados previamente pero otros se realizaron sobre la marcha.
Mientras, investigadores tales como antropólogos, psicólogos y sociólogos estudiaron las cosas que se dijeron sobre los participantes. Las anotaciones personales de Santiago Genovés constituían también parte de los datos que deberían estudiarse. 
Al final del viaje, los participantes debieron permanecer aislados durante una semana donde estuvieron nuevamente sometidos a estudios a cargo de sociólogos, psiquiatras, psicólogos y otros científicos. 

## Cobertura de los medios
Los medios de comunicación de muchos países se ocuparon de este viaje mediante una serie de reportajes y noticias que se centraban en las singularidades del viaje, los riesgos que afrontaban, la violencia y las relaciones sexuales que podría haber entre los participantes. Una denominación recurrente que se aplicó a Acali fue "La balsa del amor" o "La balsa del sexo".

## Documental
En 2018, Marcus Lindeen realizó un documental sobre Acali titulado Flotten, que reconstruye el viaje y cuenta con testimonios de siete de los tripulantes de la balsa sobre la experiencia vivida.